# Ла-Ліга 1989—1990
Сезон 1989–1990 в Ла Лізі — футбольне змагання у найвищому дивізіоні чемпіонату Іспанії, що проходило між 2 вересня 1989 та 6 травня 1990 року. Став 59-м турніром з моменту заснування Ла Ліги. Участь у змаганні взяли 20 команд, дві найгірші з яких за регламентом змагань відразу вибули до Сегунди, а ще два клуби брали участь у стикових матчах з представниками Сегунди за право виступів в елітному дивізіоні чемпіонату країни.
Переможцем турніру став мадридський «Реал», який здобув свій 25-й трофей національної першості. «Королівський клуб» вперше очолив турнірну таблицю після п'ятого туру, починаючи з сьомогу туру вже незмінно перебував на першому місці чемпіонських перегонів і врешті-решт фінішував з 9-очковим відривов від найближчого переслідувача. Головний конкурент «Реала» на внутрішній арені, «Барселона», більшу частину сезону перебувала на другій сходинці турнірної таблиці, однак в останньому турі програла з рахунком 0:2 середняку, клубу «Реал Сарагоса», чим скористалася «Валенсія», яка обійшла каталонців у боротьбі за срібні нагороди.
| Чемпіон Іспанії 1989—1990 |
| ------------------------- |
| «Реал Мадрид» 25-й титул  |

## Підсумкова турнірна таблиця
|                       |     | Турнірна таблиця 1989-90 | О  | І  | В  | Н  | П  | М+  | М- | РМ  |
| --------------------- | --- | ------------------------ | -- | -- | -- | -- | -- | --- | -- | --- |
| Чемпіон Іспанії       | 1.  | «Реал Мадрид»            | 62 | 38 | 26 | 10 | 2  | 107 | 38 | +69 |
|                       | 2.  | «Валенсія»               | 53 | 38 | 20 | 13 | 5  | 67  | 42 | +25 |
| Володар Кубка Іспанії | 3.  | «Барселона»              | 51 | 38 | 23 | 5  | 10 | 83  | 39 | +44 |
|                       | 4.  | «Атлетіко» (Мадрид)      | 50 | 38 | 20 | 10 | 8  | 55  | 35 | +20 |
|                       | 5.  | «Реал Сосьєдад»          | 44 | 38 | 15 | 14 | 9  | 43  | 35 | +8  |
|                       | 6.  | «Севілья»                | 43 | 38 | 18 | 7  | 13 | 64  | 46 | +18 |
|                       | 7.  | «Логроньєс»              | 42 | 38 | 18 | 6  | 14 | 50  | 39 | +11 |
|                       | 8.  | «Осасуна»                | 40 | 38 | 14 | 12 | 12 | 42  | 42 | 0   |
|                       | 9.  | «Сарагоса»               | 40 | 38 | 16 | 8  | 14 | 52  | 52 | 0   |
|                       | 10. | «Мальорка»               | 39 | 38 | 11 | 17 | 10 | 36  | 34 | +2  |
|                       | 11. | «Реал Ов'єдо»            | 39 | 38 | 12 | 15 | 11 | 41  | 46 | -5  |
|                       | 12. | «Атлетик» (Більбао)      | 37 | 38 | 11 | 15 | 12 | 37  | 39 | -2  |
|                       | 13. | «Спортінг» (Хіхон)       | 34 | 38 | 12 | 10 | 16 | 37  | 34 | +3  |
|                       | 14. | «Кастельйон»             | 32 | 38 | 9  | 14 | 15 | 30  | 48 | -18 |
|                       | 15. | «Кадіс»                  | 30 | 38 | 12 | 6  | 20 | 28  | 63 | -35 |
|                       | 16. | «Вальядолід»             | 30 | 38 | 8  | 14 | 16 | 31  | 41 | -10 |
|                       | 17. | «Малага»                 | 28 | 38 | 9  | 10 | 19 | 23  | 50 | -27 |
|                       | 18. | «Тенерифе»               | 26 | 38 | 8  | 10 | 20 | 42  | 60 | -18 |
| Вибув до Сегунди      | 19. | «Сельта Віго»            | 22 | 38 | 5  | 12 | 21 | 24  | 51 | -27 |
| Вибув до Сегунди      | 20. | «Райо Вальєкано»         | 19 | 38 | 6  | 7  | 25 | 32  | 75 | -43 |

### Раунд плей-оф
Згідно з регламентом змагань, команди, що за результатами турніру у Ла Лізі посіли 17 та 18 місця, проводили матчі плей-оф з командами, які зайняли 3 та 4 місця у турнірі Сегунди. Переможці двоматчевих двобоїв отримували право виступів у змаганнях Ла Ліги наступного сезону. За результатами матчів плей-оф «Тенерифе» зберіг прописку в елітному дивізіоні, а «Малага» поступилася своїм місцем в еліті представнику Сегунди «Еспаньйолу».
|             | Перша гра | Друга гра |                          |
| ----------- | --------- | --------- | ------------------------ |
| «Еспаньйол» | 1-0       | 6-5 п.п.  | «Малага»                 |
| «Тенерифе»  | 0-0       | 1-0       | «Депортіво» (Ла-Корунья) |

## Бомбардири

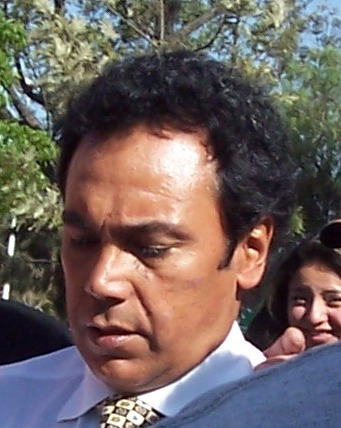
Найкращий бомбардир сезону Уго Санчес.

Найкращим бомбардиром Прімери сезону 1989–90 став мексиканський нападник чемпіона країни, мадридського «Реала», Уго Санчес, який 38 разів відзначався голами у ворота суперників. Форвард взяв участь у 35 матчах першості, тобто його середня результативність склала більше одного голу у кожній грі.
Найкращі бомбардири сезону:
|  | Голів | Бомбардир     | Команда             |
|  | ----- | ------------- | ------------------- |
|  | 38    | Уго Санчес    | «Реал Мадрид»       |
|  | 33    | Тоні Польстер | «Севілья»           |
|  | 18    | Балтазар      | «Атлетіко» (Мадрид) |
|  | 16    | Джон Олдрідж  | «Реал Сосьєдад»     |
|  | 15    | Хуліо Салінас | «Барселона»         |

## Рекорди сезону
- Найбільше перемог: «Реал Мадрид» (26)
- Найменше поразок: «Реал Мадрид» (2)
- Найкраща атака: «Реал Мадрид» (107 забито)
- Найкращий захист: «Мальорка», «Спортінг» (Хіхон) (34 пропущено)
- Найкраща різниця голів: «Реал Мадрид» (+69)

- Найбільше нічиїх: «Мальорка» (17)
- Найменше нічиїх: «Барселона» (5)

- Найбільше поразок: «Райо Вальєкано» (25)
- Найменше перемог: «Сельта Віго» (5)

- Найгірша атака: «Малага» (23 забито)
- Найгірший захист: «Райо Вальєкано» (75 пропущено)
- Найгірша різниця голів: «Райо Вальєкано» (-43)